# 上海路 (嘉義市)
上海路（Shanghai Rd.）為臺灣嘉義市南北向的重要道路之一。南至世賢路三段；北至新民路。

## 沿經行政區域
- 西區

## 車道配置
- 全線：雙向各二車道

## 沿線設施
（由西南至東）
- 興嘉公園 （页面存档备份，存于）
- 嘉義市西區垂楊國民小學 （页面存档备份，存于）（垂楊路605號）